# Capodanno berbero
Il capodanno berbero è una festività berbera. È anche noto con il termine berbero Yennayer (ⵢⴻⵏⵏⴰⵢⴻⵔ), che propriamente indica il primo mese dell'anno (il nome deriva infatti da quello latino di ianuarius).

## Data
Il calendario berbero segue il calendario giuliano, e quindi il primo mese comincia il 14 gennaio gregoriano. 
Tuttavia, per un probabile errore introdotto da alcune associazioni culturali berbere attive nel restaurare usanze in via di sparizione, oggi in gran parte dell'Algeria è opinione comune che la data d'inizio anno vada considerata il 12 e non il 14.

## Origine della festività
La celebrazione della festa di capodanno in Nordafrica deve essere stata particolarmente vivace fin da prima dell'islam. Tant'è che ripetutamente i dotti musulmani del medioevo condannavano la festa considerandola una innovazione pagana. 
A partire dagli anni Sessanta, è invalsa la tradizione di accoppiare l'evento del capodanno berbero con una numerazione degli anni che prende le mosse a partire dal 950 a.C., anno approssimativo di salita al trono del faraone Sheshonq I.

## Festeggiamenti
Il capodanno viene celebrato in modi diversi nelle diverse regioni del Nordafrica. Perlopiù è tradizionale un pasto con cibi particolari, diversi da regione a regione (per esempio un "cuscus alle 7 verdure"), ma in molte regioni è anche previsto il sacrificio di un animale (di solito un pollo).
Un tratto caratteristico di questa festività, che spesso si confonde con quella islamica dell'ashura, è la presenza, in molte regioni, di invocazioni rituali con formule quali  bennayu, babiyyanu, bu-ini, ecc., tutte espressioni che, secondo molti studiosi, potrebbero rappresentare la corruzione di antichi auguri di bonus annus/bonum annum.